# Mariannenplatz 4 (München)

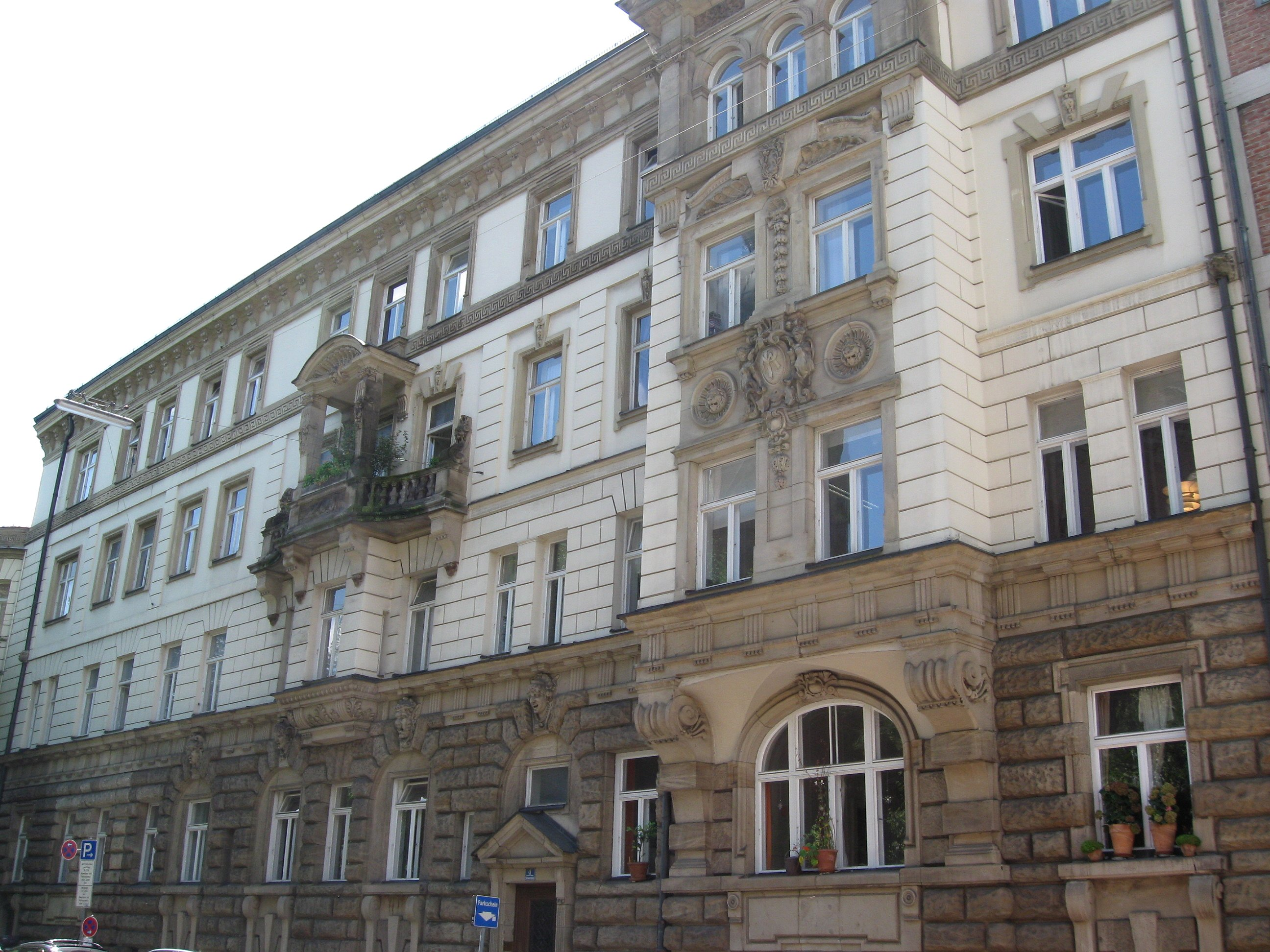
Mariannenplatz 4

Mariannenplatz 4 ist ein denkmalgeschütztes Mietshaus im Stadtteil Lehel der bayerischen Landeshauptstadt München. Das Gebäude wurde in den Jahren 1893/94 in neubarocken Formen nach Plänen von Albin Lincke und Carl Vent errichtet.
Die zum Teil in Haustein ausgeführte Fassade zeigt reiches plastisches Dekor. Das Haus bildet eine gestalterische Einheit mit dem Block Steinsdorfstraße 10.
1934 bezog der Münchner Volksschauspieler Karl Valentin (1882–1948) in dem Haus eine Wohnung. Dort lebte er bis in die letzten Kriegsjahre, ehe er sich angesichts der Bedrohung durch die Luftangriffe auf die Stadt in sein Haus in Planegg zurückzog. Am 25. April 1944 wurde seine Wohnung bei einem Bombenangriff zerstört.